# V de Víctor
V de Víctor es una película de comedia deportiva mexicana de 2024, dirigida por Frank Ariza a partir de un guion que escribió con Diego Ayala y Marco Lagarde. Está protagonizada por Memo Villegas.

## Argumento
Víctor es un boxeador retirado que vio su carrera truncada por un desafortunado golpe y tuvo que trabajar en númerosos empleos para solventarse. Sin embargo, todo cambia cuando Luna, su hija de 8 años, se entera de que su pasado como boxeador, así que lo anima a volver del retiro para enfrentarse a su antiguo rival, «El Toro». En este trayecto, Víctor contará con el apoyo de un anciano del asilo donde trabaja, sus compañeros de trabajo y su exesposa; ellos ayudarán a Víctor a recuperar la confianza en sí mismo, demostrando que la verdadera grandeza va más allá de la victoria.

## Reparto
- Memo Villegas como Víctor.[1]
- Jonathan Alonso como El Toro[1]
- Danna García - Mónica
- Joaquín Cosío como Jorge
- Norma Angélica como Marisol
- Francisco Rueda como Nacho
- Adriana Montes de Oca como Cecilia
- Camila Nuñez como Luna
- Tony Gaudio como Claudio

## Estreno
V de Víctor se estrenó en cines de México el 16 de mayo de 2024.